# Podboje arabskie
     Ekspansja czasów Mahometa (lata 622–632)
     Ekspansja czasów kalifów prawowiernych (lata 632–661)
     Ekspansja czasów Umajjadów (lata 661–750)

Kalifat, 622–750
Ekspansja czasów Mahometa (lata 622–632)
Ekspansja czasów kalifów prawowiernych (lata 632–661)
Ekspansja czasów Umajjadów (lata 661–750)

Podboje arabskie – podboje dokonane przez Arabów od momentu założenia kalifatu w 632 r. aż do jego rozpadu w wyniku wydarzeń mających miejsce w drugiej połowie VIII wieku oraz w drugiej połowie IX wieku.

## Geneza i początki ekspansji
W początkach VII wieku Arabowie byli luźnym konglomeratem plemion, zamieszkujących Półwysep Arabski. W jego urodzajniejszej, południowej części ludność była osiadła (królestwo Jemenu), natomiast pustynna i półpustynna część północna była zamieszkana przez plemiona koczowników. W latach 628–632 założyciel nowej religii, Mahomet, przełamując tradycyjne uprzedzenia między koczownikami a rolnikami, zjednoczył Arabów i stworzył z nich potęgę militarną. Tę dynamikę wykorzystali jego następcy – kalifowie.
W chwili śmierci Mahometa (632 r.) zjednoczeni Arabowie panowali nad częścią Półwyspu Arabskiego znajdującą się na południe od linii łączącej zatokę Akaba z ujściem Tygrysu i Eufratu. Ideą przewodnią inwazji arabskich była islamizacja świata. Ilustruje to list Mahometa do sasanidzkiego króla Persów Chosrowa II. Na początku siódmego roku wędrówki – według islamskich źródeł historycznych – Mahomet wyznaczył jednego ze swoich współpracowników, imieniem Abdullah Huzafah Sahmi Qarashi, aby zaniósł jego list do króla Chosrowa II, nawołując go do nawrócenia:

W imię Allaha, Dobroczynnego, Miłosiernego. Od Mahometa, Wysłańca Allaha, do wielkiego Chosrowa irańskiego. Pokój niech spocznie na tym, który szuka prawdy i wyznaje wiarę w Allaha i w jego Proroka i świadczy że nie ma boga poza Allahem i że On nie ma syna, i który wierzy, że Mahomet jest jego Sługą i Prorokiem. Z nakazu Allaha, zapraszam cię do Niego. On posłał mnie, abym oświecił wszystkie ludy, abym mógł je wszystkie ostrzec przed Jego gniewem i mógł postawić niewiernym ultimatum. Przyjmij islam, abyś mógł pozostać bezpieczny. A jeśli odmówisz przyjęcia islamu, będziesz odpowiedzialny za grzech Magów.

## Przebieg

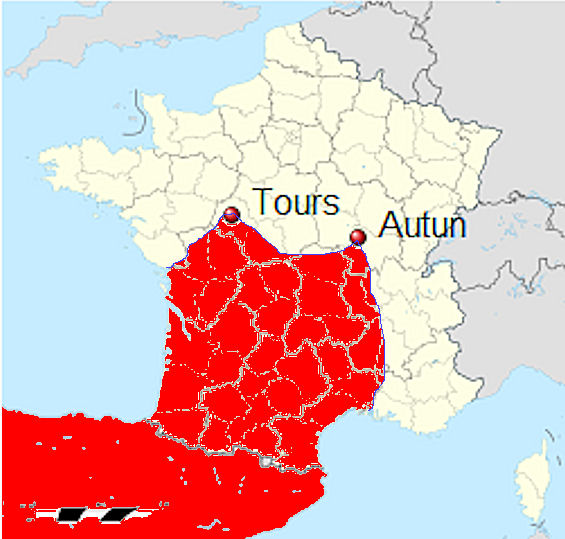
Islamska ekspansja w Państwie frankijskim w VIII wieku.

W następnych latach, będących jedną nieprzerwaną wojną (dżihad), Arabowie opanowali:
- 633–651 – perskie imperium Sasanidów (zob. arabski podbój Persji)[6]
- 634–640 – bizantyńska Syria po Antiochię Syryjską,
- 640–645 – bizantyński Egipt i Trypolitanię
- 649 – bizantyński Cypr
- 654 – Armenia
- 655 – bizantyński Rodos
- 659 – południowo-wschodnia część bizantyńskiej Azji Mniejszej po Tars
- 659–714 dorzecze Amu-darii (Chorezm), Syr-darii (Samarkanda i Buchara) (późniejszy Afganistan) wraz z częścią doliny Indusu.
- 698–709 – pozostałą część bizantyńskiej Afryki (dzisiejszy Maghreb)
- 711–714 – wizygocką Hiszpanię (z wyjątkiem Asturii) i Septymanii (nadmorskiego pasa Akwitanii między ujściem Rodanu a Pirenejami) (zob. arabski podbój Hiszpanii)
- 719–759 – część południowej Francji z miastami: Narbonne i Montpellier (719), Nîmes, Carcassonne i Autun (725); Bordeaux, Lyon, Besançon i Sens (731); Saint Remi i Awinion (734); Arles (735)
- 760 – bizantyńska Sardynię
- 798 – bizantyńskie Baleary
- 823 – bizantyńska Kretę
- 831–878 – bizantyńską Korsykę i Sycylię
- miasto Tarent – od 840 do 880
- miasto Bari – od 841 do 871
- obóz Garigliano – od 880 do 915
- twierdzę Fraxinet – od 888 do 975[7]

## Kres ekspansji

### Odpór
Ze zorganizowanych państw, tylko Cesarstwo Bizantyńskie (pomimo dwukrotnego oblężenia Konstantynopola w latach 674–678 i 717–718), Królestwo Franków, Nubia i etiopskie Królestwo Aksum oparły się Arabom. W drugiej połowie VIII wieku imperium arabskie poniosło pierwszą stratę terytorialną – po zwycięskich bitwach pod Tuluzą (721) i Poitiers (zwaną również bitwą pod Tours, 732) oraz po odbiciu Narbony (759) Frankowie opanowali najpierw Septymanię, tworząc Marchię Hiszpańską, a potem (812) tereny Hiszpanii na północ od Ebro.

### Dekompozycja
W wyniku następstw rewolucji abbasydzkiej(746–750) swoje własne państwa na zachodzie założyli zarówno Alida Irdys I oraz Umajjada Abd ar-Rahman I, dodatkowo w środkowym Margrebie powstało też państwo Rustamidów reprezentujące tradycje Charydżyzmu. Następnie, trwająca w latach 861-870, Anarchia w Samarze zwana też piątą Fitną prowadzi do faktycznego upadku scentralizowanej władzy kalifa, także na wschodzie imperium oraz epoki rządów muzułmańskich dynastii irańskiego pochodzenia i kultury. 

## Konsekwencje
W ślad za podbojem militarnym następowała islamizacja i arabizacja podbitych terenów. Procesy te były tym intensywniejsze, że po ustabilizowaniu się granic imperium arabskiego kultura arabska wkroczyła w wieki rozkwitu. Ich wyniki okazały się tak trwałe, że większość krajów podbitych przez Arabów jest do dziś arabska (od Maroka po Irak) albo przynajmniej muzułmańska (perski Iran, hinduski Pakistan). Rechrystianizacji uległy tylko Hiszpania (rekonkwista), wyspy Morza Śródziemnego (Cypr, Kreta, Rodos, Sycylia, Sardynia, Korsyka, Baleary), Armenia i Gruzja. Efemeryczne okazały się państwa krzyżowców w Palestynie, istniejące od 1095 do 1291 roku. W wyniku podbojów, języki krajów podbitych lecz nie zarabizowanych, posiadają wiele zapożyczeń z Języka Arabskiego. Ok. 4000 słów w języku hiszpańskim i 1000 w języku portugalskim jest pochodzenia arabskiego. Duża część słów dotyczy świata nauki. Słowa te występują również w językach które nie miały kontaktu z językiem arabskim. Zapożyczenia takie znajdują się również w języku polskim.